# غابة المعمورة
غابة المعمورة بالمغرب هي أكبر الغابات الفلينية في العالم بمساحة 130,000 هكتار، وتقع على ساحل المحيط الأطلسي وبالضبط بين مدينتي الرباط وقنيطرة، وتتكون أساسا من أربع فصائل كبرى من الأشجار وهي بلوط الفلين والأوكالبتوس والصنوبريات والأكاسيا كما تنمو بداخل هذه الغابة عدة أنواع من النباتات وتشكل كذالك وسط عيش عدد كبير من الحيوانات. لكن أنشطة الرعي المفرط و قطع الأشجار يهددان توازنها الإيكولوجي. كما يشكّل التوسع الحضري والزراعي ضغطاً متزايداً على الغابة، مما يؤدي إلى تقلص مساحتها، وهو ما دفع السلطات إلى استصدار رسم عقاري لها سنة 2008م يحدد بوضوح مساحتها ردعاً لجميع محاولات الاستيلاء أو التمليك غير القانوني.

## الموقع
تقع غابة المعمورة في منطقة القنيطرة بـالمغرب، بين مدينتي الرباط والقنيطرة، وبالتحديد في شمال غرب المغرب، بالقرب من السهول الممتدة على طول المحيط الأطلسي، وتمتد من المحيط إلى داخل البلاد. أما في ما يخصّ حجم الغابة فطولها يزيد عن 68 كلم من جهة الغرب إلى الشرق، وعرضها يصل إلى 38.2 كلم من الشمال إلى الجنوب، حيث تستحوذ على مساحةٍ تقدر بحوالي 131,800 هكتاراً. وتنقسم غابة المعمورة إلى ثلاث وحداتٍ جغرافية، وهي: المعمورة الغربية، والمعمورة الوسطى، والمعمورة الشرقية. وتتتوزع هذه المناطق الثلاث على أقاليم القنيطرة وسيدي سليمان وسيدي قاسم.

## التنوع الحيوي لـغابة المعمورة
تعتبر غابة المعمورة أكبر غابة في المملكة المغربية،  وأحد أكبر الغابات الحرجيّة في العالم، كما أنها تزخر برصيد حيوي متنوّع وتراث بيولوجي هائلٍ، أهّلها لتكون أبرز مركزٍ بيولوجي وإيكولوجي بالمغرب على الإطلاق. ويضمّ الغلاف النباتي للغابة العديد من الأصناف النباتية الكبرى والأنواع النادرة المختلفة، بما فيها؛ البلوط، والصنوبر، والأوكاليبتوس، والأكاسيا، والخروب، والكافور، والسرو، والثويا، والبطم العدسي، والزيتون البري، فضلاً عن شجر بلوط الفلين، وهو من الأشجار النّادرة ، ويعدّ النوع الأساسي المهيمن في الغابة، ويمثل أكثر من 50% من مجموع الأصناف الغابوية بالمعمورة، ويتوزع على غلافٍ نباتي يغطي مساحةً تزيد عن الـ600 كيلومتر، وهو ما جعل من غابة المعمورة أكبر غابة في العالم تحتوي على البلوط الفليني. زيادةً على مجموعة من النباتات اللازهرية المتنوّعة، ومن أبرزها: الكمأة. كل هذا يخلق تنوعا بيئياً فريداً.
كما أن الغابة تحتضن ساكنةً حيوانية مهمة ومختلفةً، فهي تضم أزيد من 40 نوعاً من الثدييات من بينها؛ الخنزير البري والثعلب الأحمر، وقرابة 200 صنف من الطيور، وأنواعاً عديدة من الزواحف والبرمائيات، ومن بينها: بعض السلاحف النادرة. كما تحتوي على العديد من الطفيليات والآفات الطبيعية والحشرات، منها: القرنبي الكبير، وغشائيات الأجنحة، والنمل، وآكلات الأخشاب، زيادةً على حرشفيات الأجنحة. ومن بين الأنواع الحيوانية النادرة التي تعيش بالغابة، يوجد؛ الأيل البربري، والأرنب الساحلي، والنسر الملكي المغربي، والصقر الحر.

## أهمية الغابة
تقع غابة المعمورة بجهة الرباط سلا القنيطرة وتمتد على مساحة تتجاوز 130,000 هكتار من الشاطئ الأطلسي غربا إلى مدينة تيفلت شرقا ومن وادي أبو رقراق جنوبا إلى سهول الغرب شمالا، وتمثل وسط عيش ملائم للعديد من الحيونات والنباتات، فهي تعد خزّاناً للتّنوع البيولوجي، بالإضافة إلى قيمتها الطبيعية التي تتجلى في كونها خزانا للهواء النظيف، حيث تعمل كمصدر هام لامتصاص الكربون، مما يساعد في مكافحة تغير المناخ. وتحافظ كذلك على التربة من الانجراف، وتمنع التصحر والتعرية، كما تحمي التنوع البيولوجي من الانقراض. كما تحتضن أهم مصادر المياه الجوفية العذبة بالمنطقة.
وتعد غابة المعمورة أيضاً تراثا وطنيا هاما وفضاء للترفيه ومتنفسا طبيعيا لساكنة المنطقة، بالإضافة إلى ذلك فهي توفر موارد هامة مثل الأخشاب والفحم ومادة الدباغة للصناع التقليديين، وثمار البلوط، وإنتاج الفلين، وحطب التدفئة، والعسل والأعشاب الطبية، والفطريات. كما أنها تستغل كمجال شاسع للرعي، وتوفر العديد من فرص الشغل مساهمة بذلك في تنمية المناطق المجاورة لها من الناحية السوسيو-اقتصادية بشكل كبير. حيث تنشط بالغابة أزيد من 50 مقاولة غابوية و10 وحدات لتحويل الفلين، بالإضافة إلى 200 مستغلٍ غابوي، وتسع مجموعاتٍ ذات نفع اقتصادي تضم حوالي 34 تعاونية غابوية. وزيادةً على وظائفها الاقتصادية والبيئية، تتمتع الغابة أيضاً بوظائف اجتماعية وترفيهية، مما يؤهلها لتكون فضاء متكاملاً متعدد الوظائف، ورافعة للتنمية المحلية والجهوية.

## معرض الصور

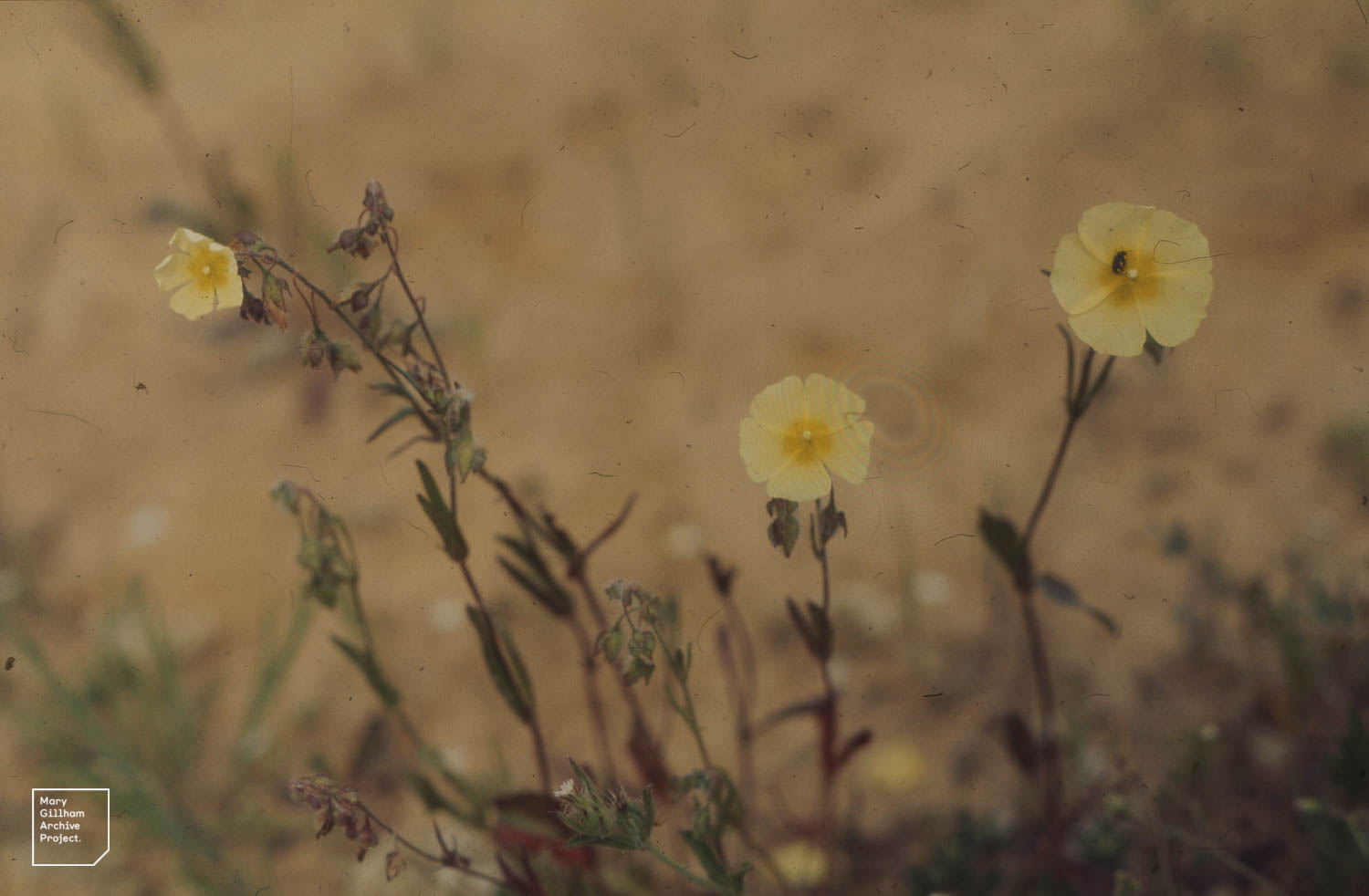
غابة المعمورة. أكبر غابة لبلوط الفلين في المغرب بالساحل الأطلسي شمال شرق الرباط.
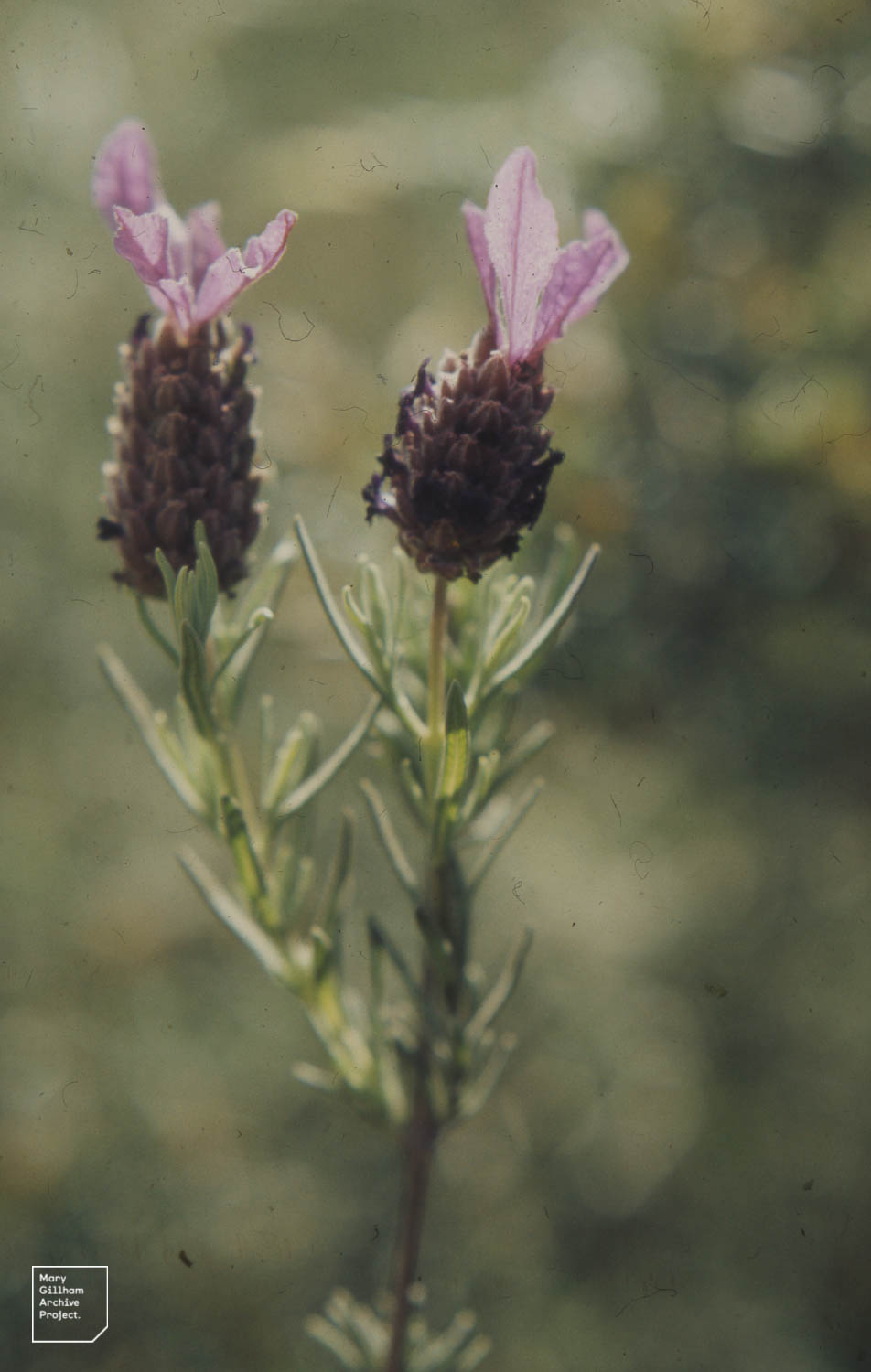
صورة أخرى لغابة المعمورة بالمغرب.
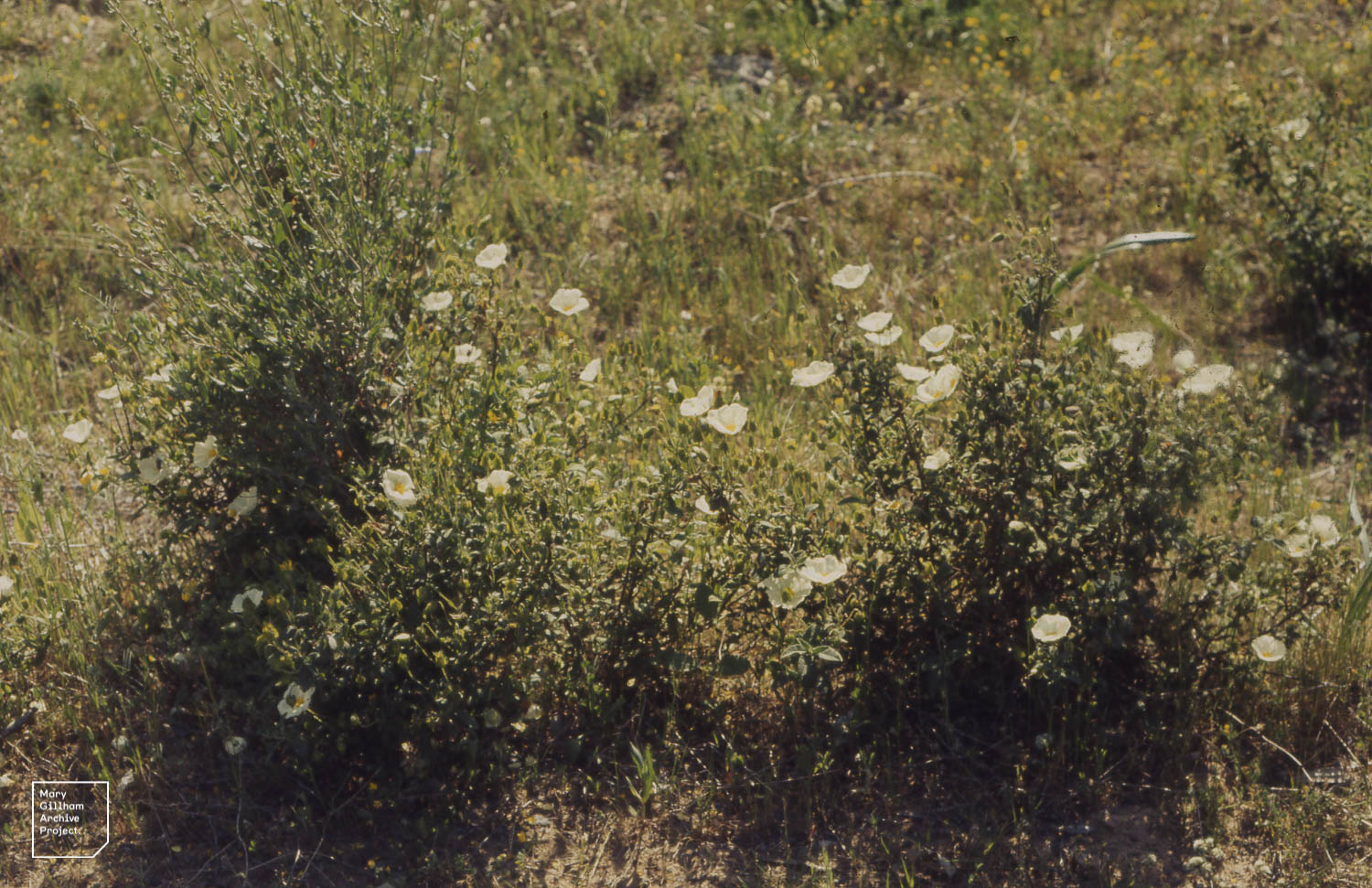
صورة لغابة المعمورة.
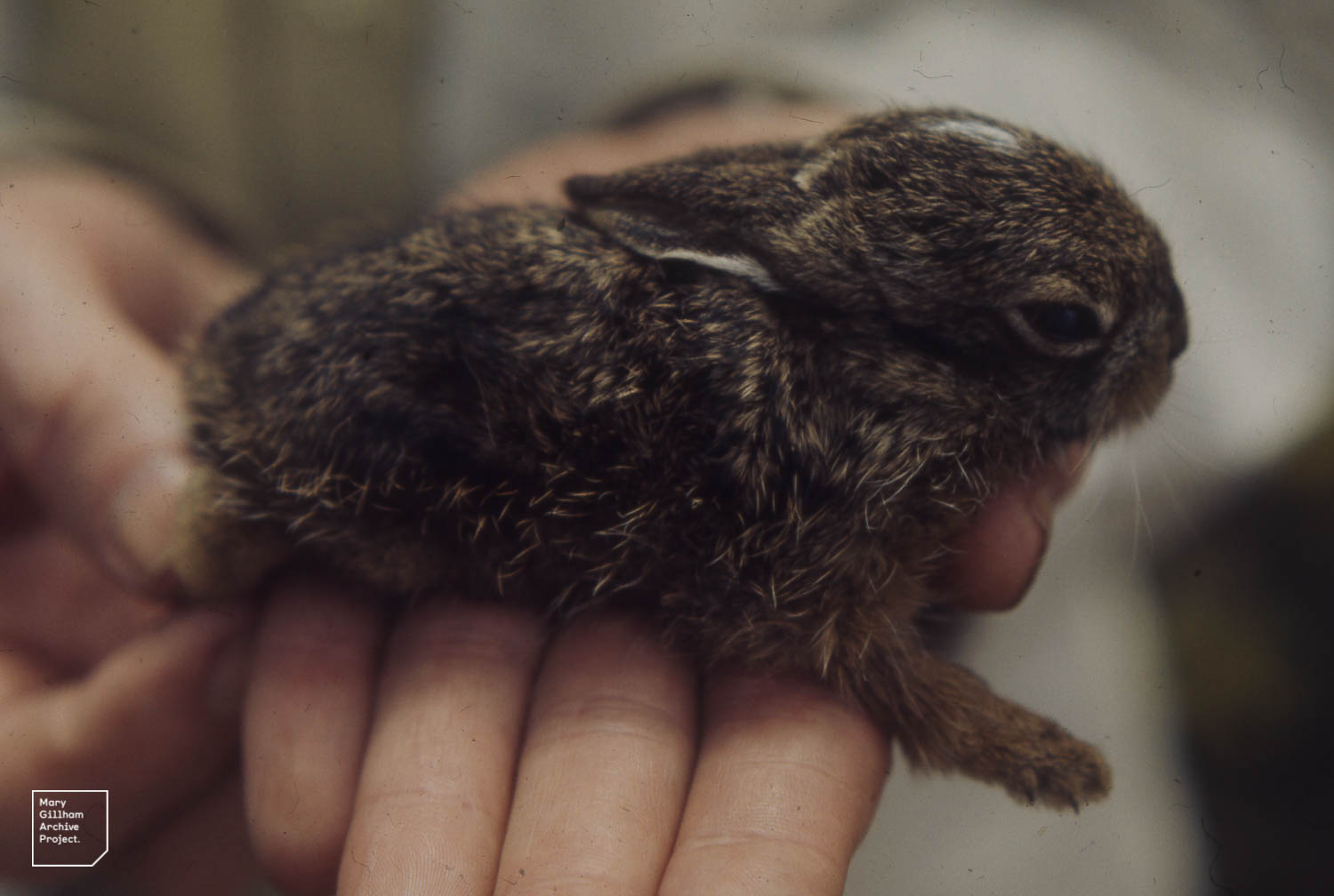
صورة أرنب ساحلي صغير بغابة المعمورة.